# 棲管
棲管（せいかん）は、動物がその中に住む巣穴である。特に動物が粘液などの分泌物や、それに砂など他の素材を集めて作った管のようなものを指す。ただし、土や固形物に穿孔して作った管状の住居を指してこう呼ぶ場合もある。環形動物の多毛類の、かつて定在類と言われた群にはこれを作るものが非常に多く、ケヤリムシのように柔らかいものや、石灰質の硬いものを作るカンザシゴカイなど、様々なものがある。チューブワームと呼ばれたハオリムシも現在ではここに含まれることが分かっている。刺胞動物にもハナギンチャクのような例がある。
また、生痕化石としても重要なものである。